# Polycentropus rickeri
Polycentropus rickeri là một loài Trichoptera trong họ Polycentropodidae. Chúng phân bố ở miền Tân bắc.